# Академическая дача
«Академическая дача» имени И. Е. Репина — творческая база российских художников, расположенная в Тверской области неподалёку от Вышнего Волочка в восьми километрах от железнодорожной станции в живописном месте на берегу реки Мсты и озера Мстино.
В более широком смысле «Академической дачей» (или «Академичкой») называют окрестности творческой базы с близлежащими деревнями Большой Городок и Малый Городок, Кишарино, Терпигорево, Валентиновка, Подол и другими, во множестве заселёнными художниками в середине — второй половине XX века.
С 2019 года творческой базой управляет Автономная некоммерческая организация по развитию изобразительного искусства Дом творчества «Академическая дача» имени И. Е. Репина.

## История
Открылась 22 июля 1884 года «на сорока десятинах, прилегающих к землям крестьян деревни Малый Городок», как место летней практики для малоимущих студентов Императорской Академии художеств. Земельный участок с парком, домом и постройками, принадлежавший Министерству путей сообщения, был взят в долгосрочную аренду Академией художеств. Первоначально была названа Владимиро-Мариинским приютом в честь президента Академии художеств великого князя Владимира Александровича и его супруги великой княгини Марии Павловны и императрицы Марии Александровны. Исключительная роль в организации и благоустройстве «Академической дачи» принадлежала её попечителю В. А. Кокореву, обладателю одного из крупнейших собраний русского и западноевропейского искусства. В 1885 году на его средства и по проекту архитектора В. А. Кенеля на территории приюта был возведён восьмигранный павильон, украшенный пропильной и глухой резьбой и ставший художественным центром ансамбля «Академической дачи». Особенно заметна её превалирующая роль в панораме, открывающейся со стороны озера Мстино.
До революции на «Академической даче» работали И. Репин, А. Куинджи, И. Бродский, В. Серов, П. Чистяков, С. Виноградов, В. Бакшеев, С. Абугов, И. Левитан, М. Курилко, П. Митурич, Н. Рерих, А. Рылов, А. Васнецов, К. Богаевский, А. Рябушкин, А. Яковлев, Н. Богданов-Бельский и многие другие известные русские художники.
После 1917 года дача была отдана детям, здесь был пионерский лагерь, а в 1948 году она была возвращена Академии, для нужд которой в 1970—1980-е годы были выстроены современные мастерские и вспомогательные служебные здания. С этого времени «Академическая дача» превратилась в один из признанных центров творческой жизни. В 1964 году Академической даче было присвоено имя И. Е. Репина. Через десятилетие, рядом с павильоном, в честь 130-летия со дня рождения художника, был установлен памятник (скульптор Олег Комов).
В эти годы здесь работали такие художники, как В. Гаврилов, А. Грицай, В. Загонек, К. Бритов, М. Копытцева, Ю. Кугач, А. Левитин, Н. Мокров, Н. Позднеев, В. Сидоров, Б. Угаров и многие другие. Не случайно, отмечая роль Академической дачи в сохранении и развитии традиций русского реалистического искусства, её называют «русским Барбизоном». Лучшие произведения пейзажного и пейзажно-жанрового характера, экспонировавшиеся на художественных выставках 1960—1980-х годов, создавались преимущественно на «Академической даче».
В 2004 году на праздновании 120-летия Академической дачи на здании павильона была открыта мемориальная доска В. А. Кокореву.
До 2019 года базой управляло юридическое лицо — Дом творчества «Академическая дача» имени И. Е. Репина, учреждение культуры Художественного фонда Союза художников России. Оператором творческой базы с 2019 года является Автономная некоммерческая организация по развитию изобразительного искусства Дом творчества «Академическая дача» имени И. Е. Репина, директором (руководителем) которой с 17 января 2019 года является российский живописец Максим Титов.

## Галерея

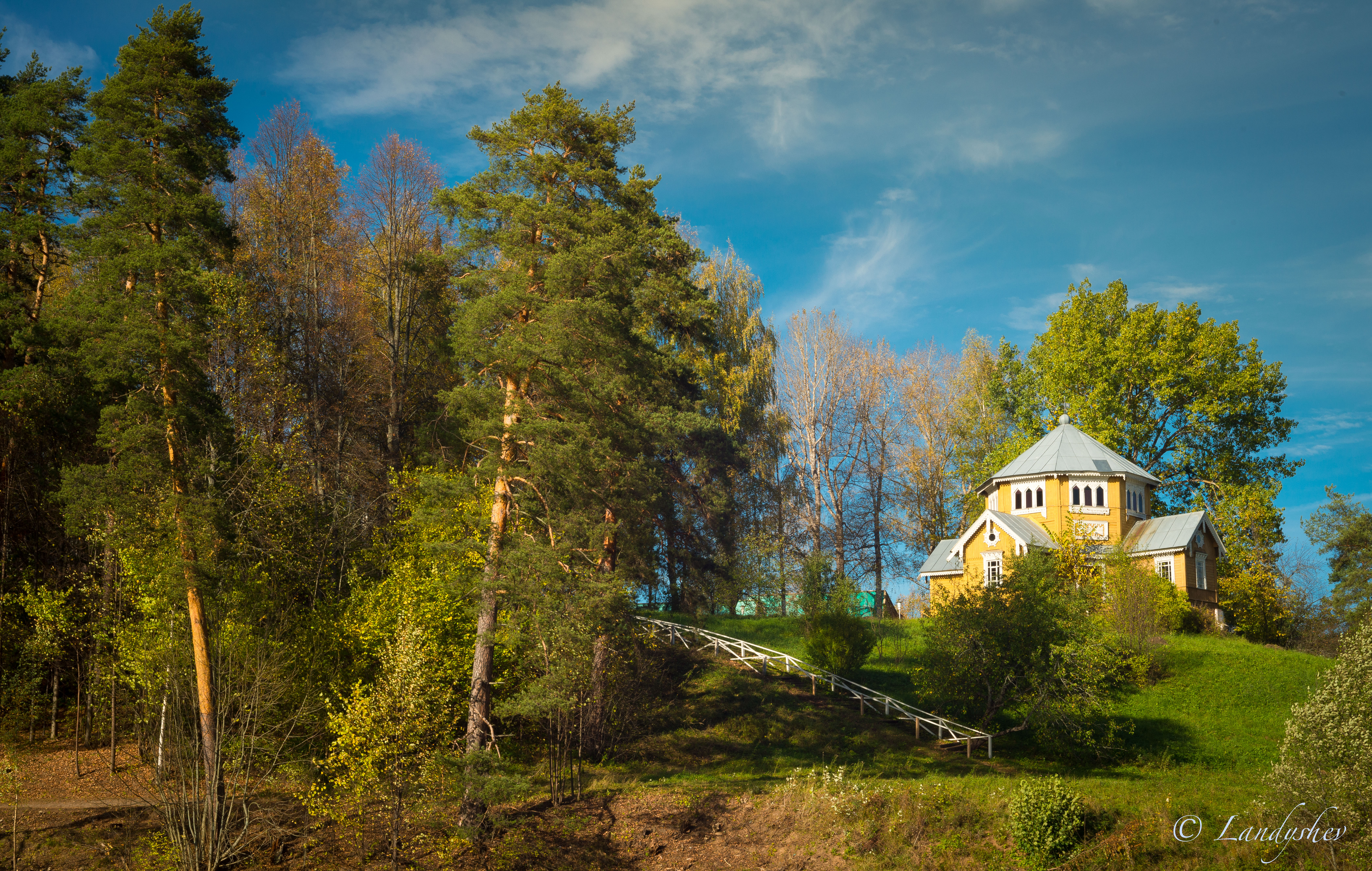
Академическая дача художников

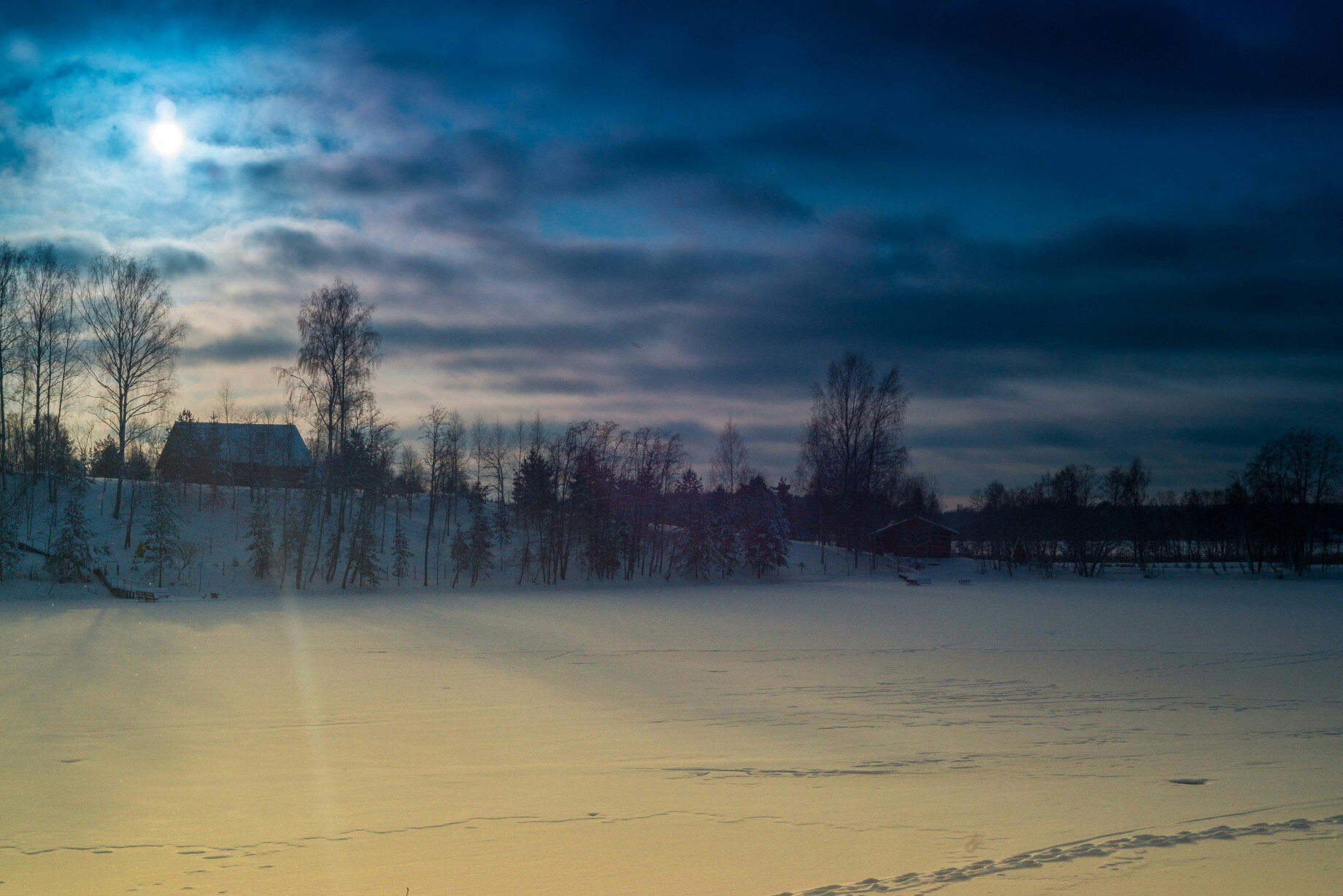
Вид на Мстинское водохранилище с дачи

Работы, написанные на Академической даче:
- Илья Репин: этюд «На Академической даче» (1898 г.), о написании которого упоминал студент Академии А. Г. Орлов в своем письме другу:7-го числа посетил дачу И. Репин и прожил два дня, написавши большой этюд, и подарил его даче... В этой работе запечатлен дух вольности и совместного творчества. Этюд хранится в Государственном Русском музее, а копия в размере оригинала — в «репинской» комнате музея Академической дачи[6].